# 박민규 (축구 선수)
박민규(한국 한자: 朴玟奎, 1995년 8월 10일 ~ )는 대한민국의 축구 선수로 현재 일본 J1리그의 콘사돌레 삿포로에서 수비수로 활동 중이다.

## 클럽 경력
원래 FC 서울 U-18팀인 동북고등학교 축구부에서 선수생활을 하다가, 2012년 12월 FC 서울이 오산고등학교 축구부를 새로운 U-18팀으로 창단하자 전학을 가서 2013년 3학년을 마치고 졸업하였다.
호남대학교를 졸업하고 2017 신인 지명 선수로 FC 서울에 입단하였다.
2020시즌을 앞두고 K리그2의 수원 FC에 입단했다.
2021시즌을 앞두고 부산 아이파크로 임대 이적했다.